# Greatest Lovesongs Vol. 666
Greatest Lovesongs Vol. 666 är HIMs första album. Det gavs ut 20 november 1997 av Sony BMG, och innehåller 56 gömda spår efter låten "For You", varav endast spår nummer 66 har något ljud.

## Låtlista
1. "Your Sweet Six Six Six" - 04:10
2. "Wicked Game" - 03:53)
3. "The Heartless" - 04:01
4. "Our Diabolikal Rapture" - 05:20
5. "It's All Tears (Down in This Love)" - 03:37
6. "When Love and Death Embrace" - 06:09
7. "The Beginning of the End" - 06:07
8. "(Don't Fear) The Reaper" - 06:23
9. "For You" - 03:59